# Resolució 29 del Consell de Seguretat de les Nacions Unides
La Resolució 29 del Consell de Seguretat de les Nacions Unides, aprovada el 12 d'agost de 1947, després d'haver examinat les peticions i en alguns casos revisat les aplicacions a membre de Albània, Àustria, Bulgària, Hongria, Irlanda, Itàlia, Pakistan, Portugal, Mongòlia, Romania, Transjordània i el Iemen. En aquesta resolució, el Consell va recomanar a la Assemblea General l'acceptació del Iemen i Pakistan com a membres.